# Horst Krantz
Horst Krantz (* 2. September 1927 in Görlitz; † 15. Februar 2020 in Leipzig) war ein deutscher Bauingenieur und Architekt.

## Leben und Wirken
Krantz wurde als Sohn eines Handwerkermeisters geboren. Er schloss eine Ausbildung als Straßenbauer ab und besuchte anschließend die Staatsbauschule in Görlitz. Danach absolvierte er die Ingenieurschule für Hochbau in Zittau. Ab 1949 arbeitete er als Bauingenieur in einem Bautzener Architekturbüro. 1951 wechselte er zum VEB Bauplanung Sachsen und danach zu dessen Zweigbetrieb nach Leipzig. Dort arbeitete er von 1953 bis 1954 im Entwurfsbüro für Hochbau Leipzig und von 1955 bis 1957 als Brigadeleiter. Er beschäftigte sich insbesondere mit der Projektierung und Typisierung von Wohnungsbauten. Krantz entwickelte von 1957 bis 1962 die Großblockbauweise.

## Werkverzeichnis

### Arthur-Hoffmann-Straße und Gohlis (1956)

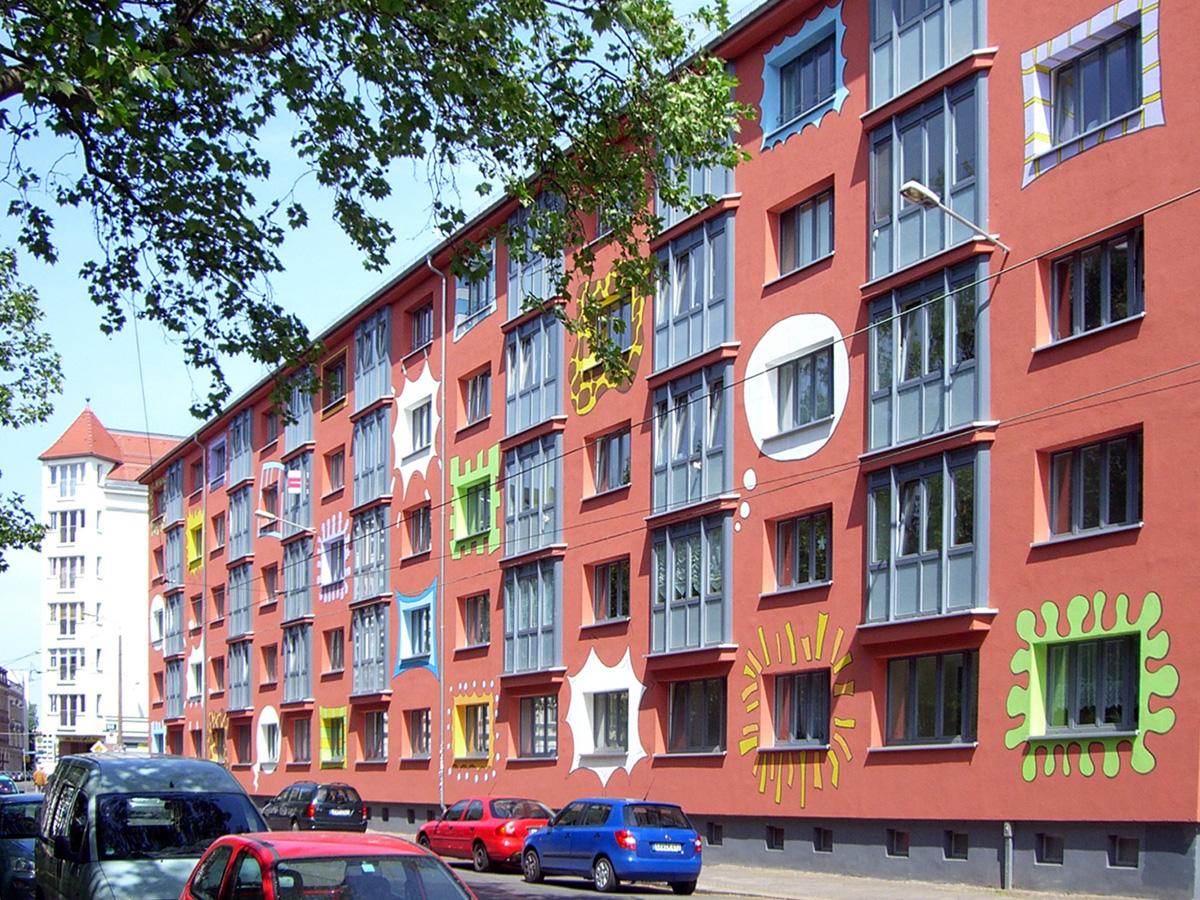
Wohnbebauung Arthur-Hoffmann-Straße.

1956 errichtete Krantz die Wohnbebauung der AWG Polygraph in der Leipziger Arthur-Hoffmann-Straße. Es handelte sich dabei um einen viergeschossigen Wohnungsbau in Blockbauweise mit Walmdach und Loggien mit zweiseitiger Erschließung des Hauses. Der Komplex wurde im Rahmen des Neuaufbaus eines kriegszerstörten Gebietes errichtet. Bei dem Gebäude wurde erstmals die Großblockbauweise in Leipzig verwendet. Zudem errichtete Krantz den Wohnbau an der Landsberger Allee in Leipzig-Gohlis.

### Karl-Liebknecht-Straße 27 bis 33 (1961/1963)
Von 1961 bis 1963 errichtete er zusammen mit Rudolf Rohrer den Gebäudekomplex „Modern“ in der Leipziger Karl-Liebknecht-Straße 27 bis 33. Über einer Ladenzone wurde in monolithischer Stahlbetonskelettbauweise ein Gebäudekomplex mit sechs Wohngeschossen und 96 Wohneinheiten erbaut. Ein zweigeschossiger, vollverglaster Verkaufspavillon befand sich am Nordgiebel. Die Fassaden in der Erdgeschosszone im Handelsbereich waren vollverglast. Die Wohnhausfassaden zeigten eine Plattenstruktur mit Keramikmosaik.

### Möckern (1960/1964)

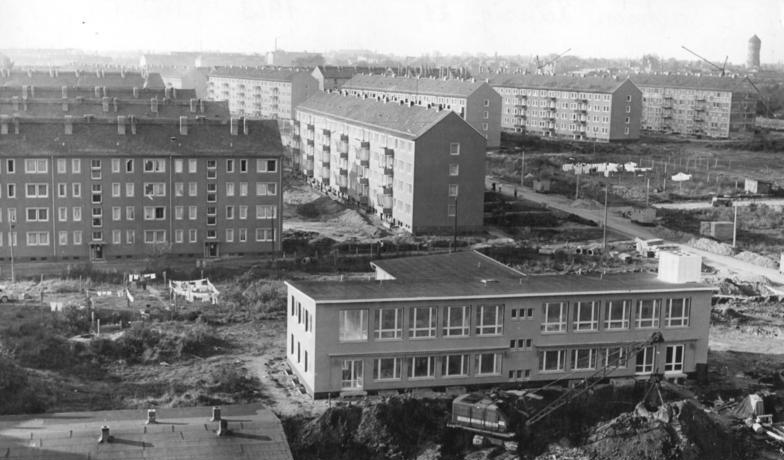
Wohnbauten von H.Krantz in Möckern

In den 1960er Jahren wurde Möckern nach Norden erweitert. Von 1960 bis 1964 errichtete Krantz 7-geschossige Wohnbauten in Möckern.

### Georgiring (1960/1962)

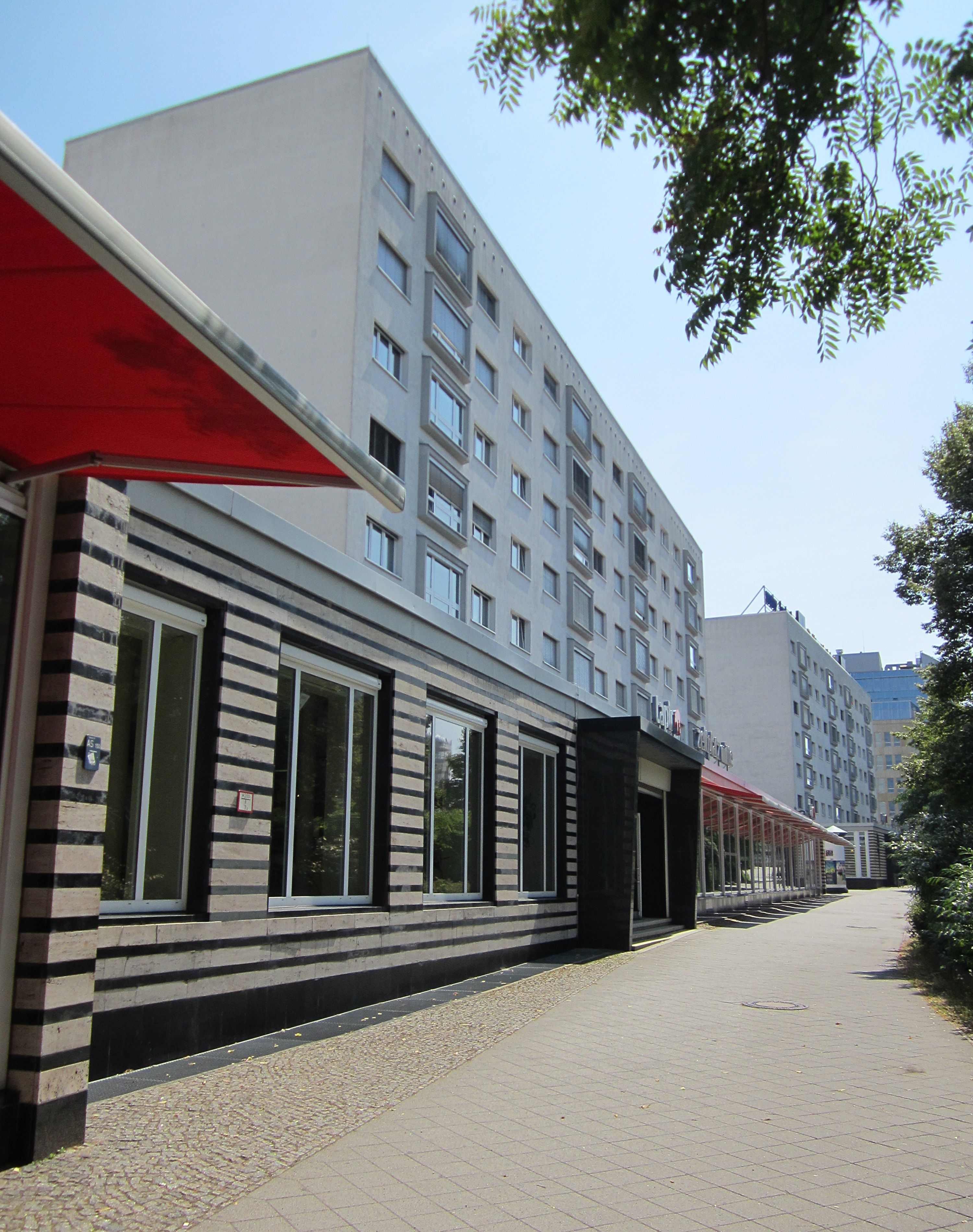
Wohnbauten am Georgiring.

Krantz projektierte von 1960 bis 1962 zusammen mit Günter Gerhardt und Wolfgang Schreiner die Wohnbauten am Georgiring, dem nordöstlichen Teil des Leipziger Innenstadtrings vom Augustusplatz bis zum Willy-Brandt-Platz. Es wurden drei Gebäude mit sechs Geschossen erbaut. Die Erdgeschosszone für Handel und Gastronomie fasst die drei Gebäude zusammen. Dort befand sich das Restaurant Falstaff am Georgiring Nr. 9 von Heinz Lenck, dazu das Wandbild Kostümprobe von Hans Engels, geschmückt mit Außenwandintarsien von Max Gerhard Uhlig.

### Südseite der Windmühlenstraße/Bayrischer Platz (1961/1965)
Krantz projektierte 1961–1965 zusammen mit Günter Gerhardt und Wolfgang Schreiner die Wohnbauten an der Südseite der Windmühlenstraße/Bayrischer Platz. Es waren siebengeschossige Zeilen. Am Bayerischen Platz befand sich ein Postamt im Erdgeschoss und im Vorbau das Café „Windmühle“. Parallel zur Windmühlenstraße entstanden zweigeschossige Wohntrakte.

### Studentenwohnheim „Jenny Marx“ Goethestraße Nr. 7–9 (1963/1965)

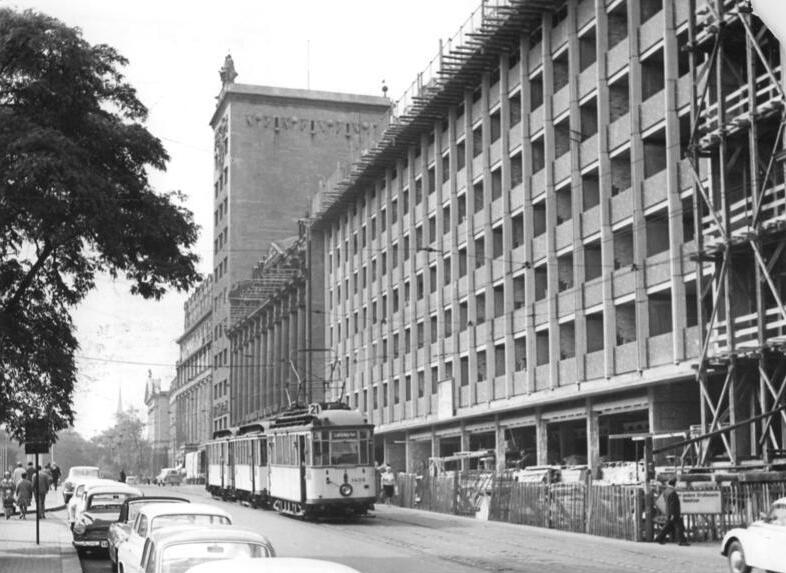
Studentenwohnheim „Jenny Marx“.

Von 1963 bis 1965 errichtete Krantz an der Leipziger Goethestraße Nr. 7–9 das Studentenwohnheim „Jenny Marx“ mit 433 Plätzen.

### Brühl 3–13/Richard-Wagner-Straße – Tröndlin-Ring (1966/1968)

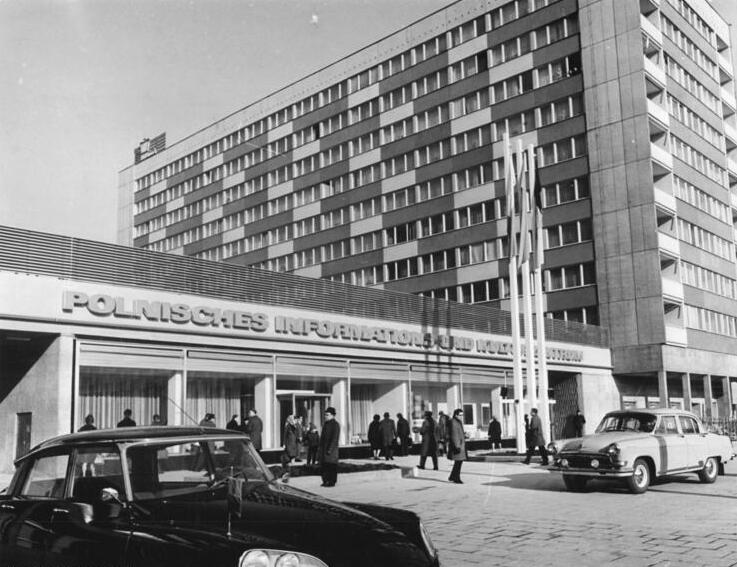
Wohn- und Geschäftsbebauung Richard-Wagner-Straße/Tröndlin-Ring

Von 1966 bis 1968 wurden die Wohnzeilen Brühl 3–13/Richard-Wagner-Straße, von Krantz zusammen mit Günter Gerhardt, Hubertus Berger und Heinz Baldauf erbaut. Es handelte sich um drei zehngeschossige Mittelganggebäude in Kammstellung zum Tröndlin-Ring.

### Info-Zentrum, Sachsenplatz (1968/1969)

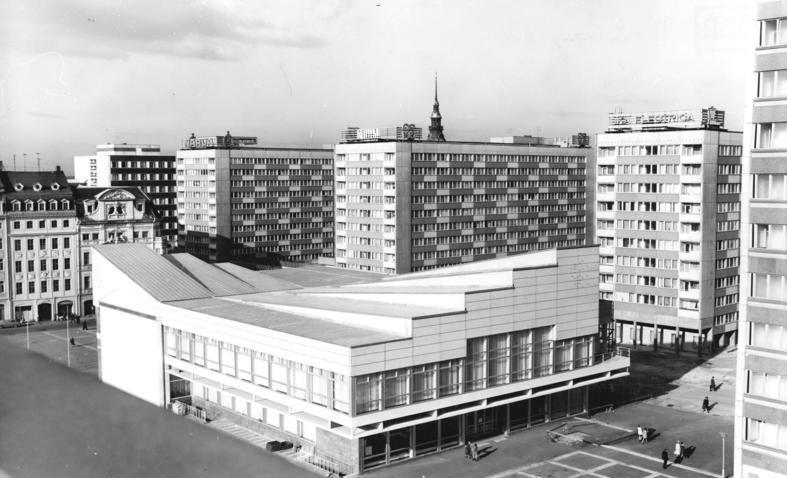
Informationszentrum am Sachsenplatz.

Von 1968 bis 1969 errichtete Horst Krantz zusammen mit Hans Großmann und Klaus Burtzik das Informationszentrum der Stadt Leipzig (Leipzig-Information) am Sachsenplatz mit touristischen Angeboten, einem Ausstellungs- sowie einem Konferenzbereich. Das Bauwerk war ein zweigeschossiges Gebäude, dessen Dachform durch „fächerartig versetzte Stahlbinder“ gekennzeichnet war. Die Fassade war fast völlig verglast. Im Erdgeschoss befanden sich eine Mokkabar und eine Schalterhalle mit einer dekorativen Kupferwandgestaltung von Bruno Kubas. Im Obergeschoss befanden sich ein Filmsaal sowie Ausstellungs- und Konferenzräume. Vor dem Gebäude war eine große Freifläche, umrahmt von drei Pavillons für Ausstellungszwecke auf der Ostseite und kleineren Grünanlagen und Wasserspielen auf der Westseite. Das Infozentrum wurde 1999 zugunsten des Neubaus des Museums für bildende Künste abgebrochen. Die vom Leipziger Bildhauer Herbert Viecenz geschaffene Säule mit Keramikummantelung, auf der die Geschichte Leipzigs dargestellt war, wurde bei den Abbrucharbeiten zerstört.

## Publikationen
- Horst Krantz: Neue Wege und Gedanken bei der Projektierung und Typisierung von Wohnungsbauten. In: Deutsche Architektur 1956, Nr. 4, S. 176–181.
- Horst Krantz zusammen mit Wolfgang Schreiner: Keramische Oberflächengestaltung bei der 2000-kp-Großblockweise. In: Deutsche Architektur 1961, Nr. 6–7, S. 346–349.